# معركة الدردنيل (1655)
معركة الدردنيل (بالإنجليزية: Battle of the Dardanelled)‏ هي معركة بحرية بين الدولة العثمانية من جانب وجمهورية البندقية وبدعم من حلفائها من جانب آخر وذلك كجزء من معارك الحروب العثمانية البندقية الخامسة التي امتدت ما بين عام 1645 واستمرت إلى عام 1669 ووقعت هذه المعركة في 21 يونيو 1655 عند مضيق الدردنيل حيث استمر البنادقة في استراتيجيتهم لحصار الدردنيل لمنع العثمانيين من إعادة تزويد قواتهم ببحر ايجه وجزيرة كريت بالمؤن وكانت الأوامر كما في معركة العام الماضى 1654 لإبقاء السفن في المرساة حتى إذا مر الاسطول العثماني قاموا بمهاجمتة من الخلف وهذه المرة نجحت خطط البندقية كان لدى العثمانيين 44 سفينة مختلفة الانواع، و 60 سفينة شراعية أخرى قادمة من خارج الدردنيل بينما امتلك البنادقة بالمعركة 36 سفينة وكانت خسائر العثمانيون بالمعركة 13 سفينة وتم آسر 358 بحار عثمانى، بينما كانت خسائر البندقية غليون واحد و 126 قتيل، و180 جريح.